# Oficina del Estado Mayor del Ejército Imperial Japonés
La Oficina del Estado Mayor del Ejército Imperial Japonés (参謀本部 Sanbō Honbu?), también conocida como Estado Mayor del Ejército, fue una de las cuatro agencias principales encargadas de supervisar el funcionamiento del Ejército Imperial Japonés (hasta 1903 también supervisaba la Armada Imperial Japonesa).

## Funciones
El Ministerio del Ejército fue creado en diciembre de 1872, junto con el Ministerio de la Armada, para reemplazar al Ministerio de Asuntos Militares de comienzos del Gobierno Meiji.
Inicialmente, el Ministerio del Ejército era responsable tanto de la administración como del mando operacional del Ejército Imperial, y el Estado Mayor era un departamento interino. Sin embargo, a partir de diciembre de 1878, la Oficina del Estado Mayor del Ejército asumió el control operativo del Ejército, dejando las competencias administrativas para el Ministerio del Ejército.
El Estado Mayor del Ejército Imperial quedó responsable de la preparación de operaciones militares y planes de guerra, entrenamiento y el empleo combinada de las armas, inteligencia militar, despliegue de tropas y la recopilación de regulaciones sobre el servicio militar, historia militar y cartografía. 
El Jefe del Estado Mayor del Ejército era el oficial del Ejército de mayor graduación y disfrutaba, al igual que el ministro del Ejército, el ministro de la Armada y el Jefe del Estado Mayor de la Armada, acceso directo al Emperador.
En tiempos de guerra, el Estado Mayor del Ejército formaba parte de la sección del ejército del Cuartel General Imperial, un cuerpo ad-hoc bajo supervisión directa del Emperador creado para coordinar el mando conjunto de las fuerzas armadas del Imperio de Japón.

## Historia
Tras el derrocamiento del Shogunato Tokugawa en 1867 y la restauración del gobierno imperial, los líderes del nuevo gobierno Meiji buscaron reducir la vulnerabilidad de Japón ante el imperialismo occidental emulando sistemáticamente las prácticas tecnológicas, sociales, gubernamentales y militares de las grandes potencias europeas.  
Inicialmente, el recién investido ministro de asuntos militares, Ōmura Masujirō, organizó las fuerzas armadas imperiales siguiendo el modelo napoleónico. Sin embargo, la gran victoria de Prusia en la Guerra franco-prusiana de 1870-71 convenció a la oligarquía Meiji  de la superioridad del modelo militar prusiano, y en febrero de 1871, Yamagata Aritomo y Ōyama Iwao propusieron una remodelación.  
En diciembre de 1878, y tras la insistencia de Katsura Tarō (que había servido como agregado militar en Prusia), el Gobierno Meiji adoptó completamente el sistema de estado mayor prusiano, que incluía la independencia de las fuerzas armadas de los órganos civiles gubernamentales, asegurando la independencia política del ejército y su lealtad única y exclusivamente hacia el emperador, en lugar de al primer ministro. 
Las funciones administrativas y operativas del ejército se dividieron en dos agencias. Un reorganizado Ministerio del Ejército o Ministerio de Guerra se encargaría de las labores administrativas, de suministros y de movilización, mientras que un Estado Mayor independiente sería responsable de la planificación estratégica y funciones de mando. El Jefe del Estado Mayor, con acceso directo al Emperador, podía actuar de manera independiente sin responder a la autoridad civil del Gobierno. La constitución Meiji de 1889 certificó esta separación entre el poder militar y el poder civil, estableciendo al Emperador como único comandante en jefe del Ejército y la Armada, sin posibilidad de intervención por parte del consejo de ministros.
Yamagata Aritomo se convirtió en el primer Jefe del Estado Mayor del Ejército en 1878, y gracias a él, el Estado Mayor pronto superó al Ministerio de Guerra en poder e influencia. 
El militarismo japonés se consolidó con un decreto imperial de 1900, la Ley de Ministros Militares como oficiales en activo (軍部大臣現役武官制  Gumbu daijin gen'eki bukan sei?), limitando el puesto de ministro del ejército y de la armada a generales, tenientes generales, almirantes o vicealmirantes en activo. Gracias a este decreto, el Estado Mayor podía forzar la dimisión de un gabinete o impedir la formación de uno nuevo, al poder obligar la dimisión del Ministro de Guerra o impedirle que aceptase el cargo. 
De los diecisiete oficiales que sirvieron como Jefes del Estado Mayor del Ejército entre 1879 y 1945, tres eran príncipes de sangre imperial (Príncipe Arisugawa Taruhito, príncipe Komatsu Akihito y príncipe Kan’in Kotohito), disfrutando de un gran prestigio en virtud a sus lazos sanguíneos con el emperador. Cuando se acordó el ataque a Pearl Harbor el Jefe del Estado Mayor del Ejército Imperial era el general Hajime Sugiyama.
Tras la rendición de Japón, las autoridades americanas de ocupación disolvieron el Estado Mayor del Ejército en septiembre de 1945.

## Jefes del Estado Mayor General del Ejército
| #  | Jefe del Estado Mayor       | Rango             | Inicio                  | Final                   | Evento militar |
| -- | --------------------------- | ----------------- | ----------------------- | ----------------------- | --- |
| 1  | Príncipe Yamagata Aritomo   | Mariscal de campo | 24 de diciembre de 1878 | 4 de septiembre de 1882 | |
| 2  | Ōyama Iwao                  | Mariscal de campo | 4 de septiembre de 1882 | 13 de febrero de 1884   | |
| 3  | Príncipe Yamagata Aritomo   | Mariscal de campo | 13 de febrero de 1884   | 22 de diciembre de 1885 | |
| 4  | Príncipe Arisugawa Taruhito | General           | 22 de diciembre de 1885 | 14 de mayo de 1888      | |
| 5  | Ozawa Takeo                 | Teniente General  | 14 de mayo de 1888      | 9 de marzo de 1889      | |
| 6  | Príncipe Arisugawa Taruhito | General           | 9 de marzo de 1889      | 15 de enero de 1895     | • Primera guerra sino-japonesa (1894-1895) |
| 7  | Príncipe Komatsu Akihito    | Mariscal de campo | 26 de enero de 1895     | 20 de enero de 1898     | • Primera guerra sino-japonesa (1894-1895) • Invasión japonesa de Taiwán (1895)                                                               |
| 8  | Kawakami Soroku             | General           | 20 de enero de 1898     | 11 de mayo de 1899      | |
| 9  | Príncipe Ōyama Iwao         | Mariscal de campo | 11 de mayo de 1899      | 20 de enero de 1904     | • Levantamiento de los bóxers (1900-1901) |
| 10 | Príncipe Yamagata Aritomo   | Mariscal de campo | 20 de junio de 1904     | 20 de diciembre de 1905 | • Guerra ruso-japonesa (1904-1905) |
| 11 | Príncipe Ōyama Iwao         | Mariscal de campo | 20 de diciembre de 1905 | 11 de abril de 1906     | |
| 12 | Kodama Gentarō              | General           | 11 de abril de 1906     | 23 de julio de 1906     | |
| 13 | Oku Yasukata                | Mariscal de campo | 30 de julio de 1906     | 20 de enero de 1912     | |
| 14 | Hasegawa Yoshimichi         | Mariscal de campo | 20 de enero de 1912     | 17 de diciembre de 1915 | • Primera Guerra Mundial (1914-1918) |
| 15 | Uehara Yūsaku               | Mariscal de campo | 17 de diciembre de 1915 | 17 de marzo de 1923     | • Primera Guerra Mundial (1914-1918) • Intervención japonesa en Siberia (1918-1922)                                                           |
| 16 | Kawai Misao                 | General           | 17 de marzo de 1923     | 2 de marzo de 1926      | |
| 17 | Suzuki Soroku               | General           | 2 de marzo de 1926      | 19 de febrero de 1930   | |
| 18 | Kanaya Hanzo                | General           | 19 de febrero de 1930   | 23 de diciembre de 1931 | • Invasión japonesa de Manchuria (1931-1932)                                                                                                  |
| 19 | Príncipe Kotohito Kan'in    | Mariscal de campo | 23 de diciembre de 1931 | 3 de octubre de 1940    | • Invasión japonesa de Manchuria (1931-1932) • Guerras fronterizas soviético-japonesas (1932-1939) • Segunda guerra sino-japonesa (1937-1945) |
| 20 | Hajime Sugiyama             | Mariscal de campo | 3 de octubre de 1940    | 21 de febrero de 1944   | • Segunda guerra sino-japonesa (1937-1945) • Segunda Guerra Mundial (1941-1945)                                                               |
| 21 | Hideki Tojo                 | Mariscal de campo | 21 de febrero de 1944   | 18 de julio de 1944     | • Segunda Guerra Mundial (1941-1945) |
| 22 | Yoshijirō Umezu             | General           | 18 de julio de 1944     | 3 de septiembre de 1945 | • Segunda Guerra Mundial (1941-1945) • Guerra soviético-japonesa (1945)                                                                       |

## Estructura

### Organización
La Oficina del Estado Mayor del Ejército sufrió varias remodelaciones durante su historia. Inmediatamente después del inicio de la  Guerra del Pacífico, estaba dividida en cuatro agencias operacionales y otros órganos de apoyo:
- Jefe del Estado Mayor del Ejército (General o Mariscal de Campo)
- Segundo al Mando del Estado Mayor del Ejército (Teniente General)
  - Departamento de Asuntos Generales
    - Jefe del Departamento (Teniente General o General de División)
    - Sección de Asuntos Generales
      - Jefe de sección (Coronel o Teniente Coronel)
      - Adjunto
      - Grupo de asuntos generales (Grupos mandados por un Teniente Coronel o un Comandante)
      - Grupo de telegrafía
      - Grupo de finanzas
      - Grupo médico

    - 1.ª Sección (Sección de formación militar)

  - D-1 
    - Jefe del Departamento
    - 2.ª Sección (Operaciones)
      - Jefe de sección
      - Grupo de planificación
      - Grupo de potencial bélico (Antes de 1941 era el Grupo de Logística)
      - Grupo aéreo (Creado en agosto de 1920)
      - Grupo 1 (Grupo de Dirección de la Guerra. Creado en diciembre de 1937)
      - Grupo de defensa (Creado en octubre de 1943)

    - 3.ª Sección (Organización y movilización)
      - Jefe de sección (Desde abril de 1945 ocupaba también el cargo de Jefe de la Oficina de Asuntos Militares del Ministerio de Guerra)
      - Grupo de organización
      - Grupo de movilización
      - Grupo de materias primas

  - D-2
    - Jefe del Departamento
    - 5.ª Sección (Rusia)
      - Jefe de sección
      - Grupo de preparación militar
      - Grupo de revisión de áreas militares estratégicas
      - Grupo 10 (Grupo de documentos clasificados)

    - 6.ª Sección (Europa y EE. UU.)
      - Jefe de sección
      - Grupo de Estados Unidos
      - Grupo de Gran Bretaña
      - Grupo de Francia
      - Grupo de Alemania
      - Grupo de cartografía
      - Grupo de estudio bélico

    - 7.ª Sección (China)
      - Jefe de sección
      - Grupo de China
      - Grupo de revisión de áreas militares estratégicas

    - 8.ª Sección (Servicio secreto)
      - Jefe de sección
      - Grupo 4 (Grupo de procesamiento de información)
      - Grupo 11 (Grupo de servicio secreto)

  - D-3
    - Jefe del Departamento (Comparte el cargo con el del Jefe de la Agencia de Transporte y Comunicaciones del Cuartel General Imperial)
    - 10.ª Sección (Sección de transporte. Ferrocarriles y barcos)
    - 11.ª Sección (Sección de comunicaciones)

  - Departamento de Historia Militar Nacional

### Departamentos disueltos
- D-4 (1896-1943)
  - Jefe del Departamento
  - Sección de Historia Militar Nacional (Integrada en la Sección 12 de Historia Militar en 1936)
  - Sección de Historia Militar Extranjera (Integrada en la Sección 12 de Historia Militar en 1936)
  - Sección de Historia Militar de la Guerra ruso-japonesa (Disuelta el 31 de marzo de 1913)
  - 12.ª Sección (Historia Militar. Fundada en junio de 1936)
  - 13.ª Sección (Tácticas y estrategias. Fundada en agosto de 1936)

- D-5  (Fortificaciones. 1899-1908)

#### Departamentos externos
- Rikugun Daigakkō Academia Militar Superior (Academia de élite para formar oficiales de estado mayor)
- Rikugun Nakano Gakkō Academia Militar de Nakano (Principal centro de entrenamiento de la inteligencia militar japonesa)
- Rikuchi Sasokuryō-bu Departamento de Topografía
- Rikugun Kishō-bu Departamento de Meteorología

#### Comandantes
- Datos: Q702778
- Multimedia: General Staff of the Imperial Japanese Army / Q702778